# Maria Schildknecht

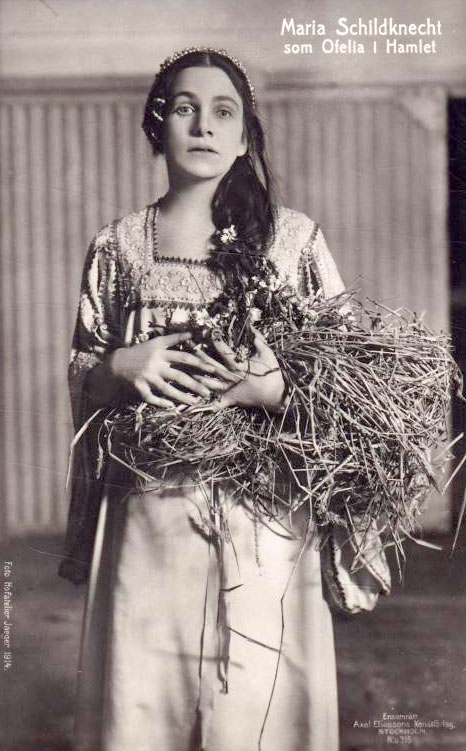
Maria Schildknecht som Ofelia i Hamlet 1914.

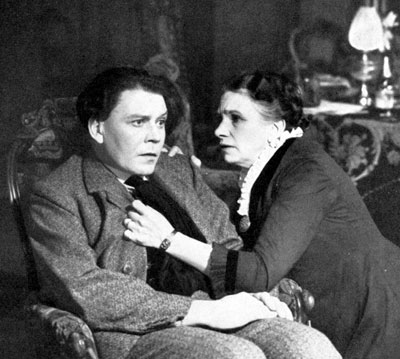
Sven Miliander och Maria Schildknecht i Gengångare på Göteborgs stadsteater 1937.

Maria Schildknecht, även Maria Schildknecht-Wahlgren, född 31 mars 1881 i Stockholm, död 19 februari 1977 i Göteborg, var en svensk skådespelare.

## Biografi
Schildknecht studerade vid Dramatens elevskola 1898–1899. Hon var därefter anställd hos Ottilia Littmarck 1899–1900 och vid Oskar Textorius och Gustav Adolf Gardts lyrisk-dramatiska turné 1900–1901. Schildknecht fortsatte därefter sina studier dels under ledning av Karl Nygren dels August Lindberg och Betty Hennings och debuterade därefter på Dramaten 1905, där hon var verksam som uppläsare och deltog i kortare turnéer. Under 1908–1909 var hon engagerad vid Intima teatern, som drevs av August Falck, och spelade bland annat i August Strindbergs Påsk. 
Under sin tid på Dramaten 1910–1936 etablerade hon sig som en ledande karaktärsskådespelare. Bland rollerna i Strindbergs pjäser kan nämnas Kristina i  Mäster Olof 1910, Tekla i Fordringsägare 1915, Abel i Kamraterna 1916, titelrollen i Fröken Julie 1917, Alice i Dödsdansen och lagmanskan i Advent 1926. Andra berömda kvinnoporträtt är Rebecka i Rosmersholm 1914 och titelrollen i Hedda Gabler, båda av Ibsen, liksom rollen som Iokaste i Konung Oidipus 1919, Klytaimestra i Agamemnon 1919 och som amman i Medea 1936. Schildknecht hade en modern osentimental, närmast frän, framtoning i sitt skådespeleri. Hon avskedades från Dramaten av dess chef Olof Molander tillsammans med maken Helge Wahlgren på julafton 1935.
Schildknecht flyttade därefter till Stadsteatern i Göteborg, där hon spelade sammanlagt 62 roller fram till avskedet 1957. 
Hon var även verksam som pedagog och präglade Dramatens utbildning åren 1916–1936. I Göteborg grundade hon Maria Schildknechts elevskola 1941 och ledde den i sex år, varefter den bytte namn till Göteborgs Stadsteaters elevskola då den sammanfördes med stadsteatern.
Maria Schildknecht medverkade endast i en film, Flickornas Alfred 1935.
Schildknecht mottog Göteborgs stads förtjänsttecken den 4 juni 1948.
Hon gifte sig 1918 med regissören och skådespelaren Helge Wahlgren och var gift med honom fram till hans död 1958. Makarna är begravda på Södra kyrkogården i Kalmar.

## Filmografi
- 1935 – Flickornas Alfred

## Teater

### Roller (ej komplett)
| År   | Roll                  | Produktion | Regi             | Teater                                   |
| ---- | --------------------- | --- | ---------------- | ---------------------------------------- |
| 1915 | Fru de Verceil        | Äventyret (La Belle aventure) Gaston Arman de Caillavet och Robert de Flers                                     | Karl Hedberg     | Dramaten                                 |
| 1920 | Elfrida               | Paradsängen Gunnar Heiberg                                                                                      | Karl Hedberg     | Dramaten                                 |
| 1921 | Ella Almkvist         | Svenskt folk Ivar Thor Thunberg                                                                                 | Gustaf Linden    | Dramaten                                 |
| 1921 | Alice                 | Dödsdansen August Strindberg                                                                                    | Gustaf Linden    | Dramaten                                 |
| 1921 | Elektra               | Elektra Hugo von Hofmannsthal                                                                                   | Tor Hedberg      | Dramaten                                 |
| 1922 | Henriette Storm       | Erna Einar Fröberg                                                                                              | Gustaf Linden    | Dramaten                                 |
| 1923 | Lady Brocklehurst     | Den beundrandsvärde Crichton (The Admirable Crichton) J. M. Barrie                                              | Karl Hedberg     | Dramaten                                 |
| 1926 | Fru Inger             | Fru Inger till Östråt (Fru Inger til Østeraad) Henrik Ibsen                                                     | Helge Wahlgren   | Helsingborgs stadsteater                 |
| 1928 | Maggie                | Vad varje kvinna vet (What Every Woman Knows) J. M. Barrie                                                      | Oscar Tengström  | Åbo Svenska Teater                       |
| 1931 |                       | Mors rival (La Malquerida) Jacinto Benavente                                                                    | Oscar Tengström  | Åbo Svenska Teater                       |
| 1931 | Fru Falken            | Thalias barn Tor Hedberg                                                                                        | Gustaf Linden    | Dramaten                                 |
| 1931 | Jemima                | Karusellen (The Apple Cart) George Bernard Shaw                                                                 | Gustaf Linden    | Dramaten                                 |
| 1931 | Lisa Anell            | Jag har varit en tjuv! Sigfrid Siwertz                                                                          | Olof Molander    | Dramaten                                 |
| 1931 | Miss Rachel           | Pickwick-klubben (The Pickwick Club) František Langer efter Charles Dickens                                     | Olof Molander    | Dramaten                                 |
| 1932 | Fru Klara Sang        | Över förmåga (Over ævne) Bjørnstjerne Bjørnson                                                                  | Alf Sjöberg      | Dramaten                                 |
| 1933 | Olofs moder           | Mäster Olof August Strindberg                                                                                   | Olof Molander    | Dramaten                                 |
| 1934 | Åse                   | Per Gynt (Peer Gynt) Henrik Ibsen                                                                               | Per Lindberg     | Kungliga Operan                          |
| 1935 | Skräcktanten          | Kvartetten som sprängdes Birger Sjöberg                                                                         | Rune Carlsten    | Dramaten                                 |
| 1936 | Fru Scharling         | Gösta Berlings saga Selma Lagerlöf                                                                              |                  | Dramaten                                 |
| 1940 | Farmor                | Farmor och vår Herre Hjalmar Bergman                                                                            | Knut Ström       | Göteborgs stadsteater, 29 november 1940  |
| 1947 | Fru Åström            | Dagen slutar tidigt Ingmar Bergman                                                                              | Ingmar Bergman   | Göteborgs stadsteater                    |
| 1947 | Portvakterskan        | Ett drömspel August Strindberg                                                                                  | Olof Molander    | Göteborgs stadsteater, 13 september 1947 |
| 1947 | Mormor                | Mig till skräck Ingmar Bergman                                                                                  | Ingmar Bergman   | Göteborgs stadsteater                    |
| 1948 | Mrs. Lavinia Penniman | Arvtagerskan (The Heiress) Henry James                                                                          | Helge Wahlgren   | Göteborgs stadsteater, 6 november 1948   |
| 1949 |                       | Brott och brott August Strindberg                                                                               | Knut Ström       | Göteborgs stadsteater, 22 januari 1949   |
| 1950 | Tiggerska Juana       | Guds ord på landet (Divinas palabras) Ramón del Valle-Inclán                                                    | Ingmar Bergman   | Göteborgs stadsteater                    |
| 1950 | Fru Tarve             | Kärlek (Kærlighed) Kaj Munk                                                                                     | Torsten Hammarén | Göteborgs stadsteater, 24 november 1950  |
| 1951 | Mrs Crane             | Det kommer ett skepp Samson Raphaelson                                                                          | Helge Wahlgren   | Göteborgs stadsteater, 24 november 1951  |
| 1952 |                       | Dans under stjärnorna (L’Invitation au château) Jean Anouilh                                                    | Helge Wahlgren   | Göteborgs stadsteater                    |
| 1953 | Tante                 | Fröken Rosita eller Blommornas språk (Doña Rosita la soltera o el lenguaje de las flores) Federico Garcia Lorca |                  | Dramaten, januari 1953                   |
| 1954 |                       | Karmelitersystrarna (Dialogues des carmélites) Georges Bernanos                                                 | Helge Wahlgren   | Göteborgs stadsteater, 1 april 1954      |